# Ilda Bartoloni
Ilda Bartoloni (Roma, 10 novembre 1946 – Roma, 27 aprile 2009) è stata una giornalista e scrittrice italiana.
Ha svolto attività giornalistica prettamente nella televisione italiana, occupandosi spesso di temi sociali.
È stata inviata speciale del Tg2 ma deve la maggiore notorietà all'aver ideato e condotto per diverse stagioni per il Tg3 - testata in cui lavora dal 2001 - Tg3 Punto Donna, in onda il martedì alle 12.25 su Rai 3 dopo il telegiornale. Ha realizzato per la trasmissione televisiva Dossier il primo lungometraggio della storia della televisione sulla prostituzione maschile. Morì a 63 anni dopo una lunga malattia, riposa nel cimitero di Roma.

## Biografia
Dopo aver inizialmente collaborato all'interno della televisione pubblica con Sergio Zavoli (per lo speciale Nascita di una dittatura) e Mino Damato, Bartoloni è entrata in pianta stabile in RAI nel 1975 svolgendo, sotto la direzione di Gustavo Selva, incarichi di inviata per il settore della cronaca giudiziaria.
Nel 1978, con l'avvento alla direzione di Andrea Barbato, è passata ad occuparsi di terrorismo ma anche di argomenti di costume e di interesse sociale, con inchieste su temi delicati come l'aborto, il femminismo, il divorzio, le tossicodipendenze.
Una svolta nella sua carriera si è avuta ad inizio degli anni ottanta quando è stata nominata caposervizio per il settore cultura. Nel 1986 ha condotto in video il Tg2 di mezzasera e quello della notte.
Fra le altre trasmissioni da lei condotte figurano: Diogene, dalla parte delle donne, Mafalda, il Tg2 dalla parte delle donne, Dossier – Speciali del Tg2, Pari e Dispari.
In carriera, Bartoloni ha ricevuto diversi riconoscimenti, fra cui il premio per il miglior cronista per il processo sulle trame neofasciste che portarono alla strage di piazza Fontana svoltosi a Catanzaro. Nel 1999 ha ricevuto il premio internazionale di giornalismo intitolato a Matilde Serao.

## Memoria
Alla memoria della giornalista è stato istituito il Premio Ilda Bartoloni, una borsa di studio, conferita per la prima volta a Roma nel 2010.

## Pubblicazioni
- Il nuovo potere delle donne, postfazione di Simona Argentieri, Sperling & Kupfer, Milano 2001;
- Come lo fanno le ragazze. Dal '68 a oggi. Sex inchiesta, nota conclusiva di Roberta Giommi, Baldini Castoldi Dalai, Milano 2005; dal libro è stata tratta una pièce per il teatro, Come lo fanno le ragazze, regia di Daniela Giordano.[5]

Fra gli altri suoi scritti figura un saggio sulla conferenza delle donne a Pechino inserito nel libro La disparità virtuale curato dalla docente di antropologia culturale dell'Università La Sapienza, Gioia Longo.